# Liste der Monuments historiques im 4. Arrondissement (Paris)
Die Liste der Monuments historiques im 4. Arrondissement (Paris) führt die Monuments historiques im 4. Arrondissement der französischen Hauptstadt Paris auf.

## Liste der Bauwerke
| Bezeichnung                                               | Beschreibung | Standort                                                  | Kennzeichnung | Schutzstatus   | Datum          | Bild |
| --------------------------------------------------------- | ------------ | --------------------------------------------------------- | ------------- | -------------- | -------------- | ---- |
| Auberge de l’Aigle d’or                                   |              | 41 rue du Temple (Lage)                                   | PA00086448    | Inscrit        | 1926           |      |
| Bibliothèque de l’Arsenal                                 |              | 1-3 rue de Sully (Lage)                                   | PA00086239    | Classé         | 2003           |      |
| Metzgerei                                                 |              | 4 rue Malher (Lage)                                       | PA00086240    | Inscrit        | 1984           |      |
| Bäckerei                                                  |              | 29 rue des Francs-Bourgeois (Lage)                        | PA00086242    | Inscrit        | 1984           |      |
| Bäckerei                                                  |              | 23 rue des Francs-Bourgeois (Lage)                        | PA00086241    | Inscrit        | 1984           |      |
| Bäckerei                                                  |              | 62 rue de l’Hôtel-de-Ville (Lage)                         | PA00086243    | Inscrit        | 1984           |      |
| Bäckerei                                                  |              | 13 rue Malher (Lage)                                      | PA00086244    | Inscrit        | 1984           |      |
| Boutique                                                  |              | 72 rue Saint-Antoine (Lage)                               | PA00086246    | Inscrit        | 1984           |      |
| Boutique                                                  |              | 61 rue Saint-Louis-en-l’Île (Lage)                        | PA00086247    | Inscrit        | 1926           |      |
| Boutique, abgerissen                                      |              | 120 rue Saint-Martin (Lage)                               | PA00086248    | Inscrit        | 1928           |      |
| Boutique Bougnat                                          |              | 80 rue François-Miron (Lage)                              | PA00086245    | Inscrit        | 1984           |      |
| Brasserie Bofinger                                        |              | 3-5-7 rue de la Bastille (Lage)                           | PA00086249    | Inscrit        | 1989           |      |
| Caserne Schomberg                                         |              | 4 rue Schomberg (Lage)                                    | PA75040006    | Inscrit        | 2005           |      |
| Kathedrale Notre-Dame de Paris                            |              | (Lage)                                                    | PA00086250    | Classé         | 1862           |      |
| Kapelle Saint-Aignan                                      |              | 24 rue Chanoinesse (Lage)                                 | PA00086251    | Classé         | 1966           |      |
| Julisäule                                                 |              | Place de la Bastille (Lage)                               | PA00086253    | Classé         | 1995           |      |
| Crédit municipal de Paris                                 |              | 14 rue des Blancs-Manteaux (Lage)                         | PA00086334    | Inscrit        | 1926           |      |
| Crèmerie                                                  |              | 6 rue du Pont-Louis-Philippe (Lage)                       | PA00086254    | Inscrit        | 1984           |      |
| Schankwirtschaft                                          |              | 24 rue Chanoinesse (Lage)                                 | PA00086255    | Inscrit        | 1984           |      |
| Hôtel Fieubet                                             |              | 2 Quai des Célestins (Lage)                               | PA00086256    | Inscrit        | 1928           |      |
| Notre-Dame-des-Blancs-Manteaux                            |              | 12 rue des Blancs-Manteaux (Lage)                         | PA00086472    | Classé         | 1983           |      |
| St-Gervais-St-Protais                                     |              | Place Saint-Gervais (Lage)                                | PA00086257    | Classé         | 1862           |      |
| Saint-Louis-en-l’Île                                      |              | 3 rue Poulletier (Lage)                                   | PA00086258    | Classé         | 1915           |      |
| St-Merry                                                  |              | (Lage)                                                    | PA00086259    | Classé         | 1862           |      |
| St-Paul-St-Louis                                          |              | 99-101 rue Saint-Antoine (Lage)                           | PA00086260    | Classé         | 1887           |      |
| Stadtmauer von Philippe Auguste                           |              | 9 bis 15 rue Charlemagne (Lage)                           | PA00086263    | Classé         | 1889           |      |
| Stadtmauer von Philippe Auguste                           |              | 17, 19, 21 rue des Jardins-Saint-Paul (Lage)              | PA00086265    | Classé         | 1889           |      |
| Stadtmauer von Philippe Auguste                           |              | 31, 33 rue des Francs-Bourgeois (Lage)                    | PA00086264    | Classé         | 1889           |      |
| Stadtmauer von Philippe Auguste                           |              | 15 rue de l’Ave-Maria (Lage)                              | PA00086262    | Classé         | 1889           |      |
| Stadtmauer von Philippe Auguste                           |              | 8, 10, 14, 16 rue des Rosiers (Lage)                      | PA00086266    | Classé         | 1889           |      |
| Fontaine des Guillemites                                  |              | 10 rue des Blancs-Manteaux (Lage)                         | PA00086267    | Inscrit        | 1925           |      |
| Fontaine de Jarente                                       |              | Impasse de la Poissonnerie (Lage)                         | PA00086268    | Inscrit        | 1925           |      |
| Fontaine Maubuée                                          |              | Rue Saint-Martin (Lage)                                   | PA00088428    | Inscrit        | 1926           |      |
| Fontaines Wallace                                         |              | Place Louis Lépine (Lage)                                 | PA00086269    | Inscrit        | 1970           |      |
| Hôtel Amelot de Bisseuil                                  |              | 47 rue Vieille-du-Temple (Lage)                           | PA00086270    | Classé         | 1924           |      |
| Hôtel d’Angennes de Rambouillet                           |              | 20 place des Vosges (Lage)                                | PA00086271    | Classé Inscrit | 1955           |      |
| Hôtel de Lamoignon, ehemals Hôtel d’Angoulême             |              | 24 rue Pavée (Lage)                                       | PA00086296    | Classé Inscrit | 1937           |      |
| Hôtel de Sens                                             |              | 1 rue du Figuier (Lage)                                   | PA00086316    | Classé         | 1912           |      |
| Hôtel Arnaud (Maison de Victor Hugo)                      |              | 6 place des Vosges (Lage)                                 | PA00086272    | Classé         | 1954           |      |
| Hôtel d’Arvers                                            |              | 12 quai d’Orléans (Lage)                                  | PA00086273    | Inscrit        | 1926           |      |
| Hôtel d’Asfeldt                                           |              | 16 place des Vosges (Lage)                                | PA00086274    | Inscrit Classé | 1953 1955      |      |
| Hôtel d’Aubray                                            |              | 12 rue Charles-V (Lage)                                   | PA00086275    | Inscrit        | 1960           |      |
| Hôtel d’Aumont                                            |              | 5, 7 rue de Jouy (Lage)                                   | PA00086276    | Classé         | 1946           |      |
| Hôtel de Beauvais                                         |              | 68 rue François-Miron (Lage)                              | PA00086277    | Classé         | 1966           |      |
| Hôtel de Bretonvilliers                                   |              | 9 rue Saint-Louis-en-l’Île 3 rue de Bretonvilliers (Lage) | PA00086322    | Classé Inscrit | 1986           |      |
| Hôtel Brulart                                             |              | 25 rue des Écouffes (Lage)                                | PA00086279    | Inscrit        | 1965           |      |
| Hôtel de Chabannes                                        |              | 17 place des Vosges (Lage)                                | PA00086466    | Classé         | 1920           |      |
| Hôtel de Chalons-Luxembourg                               |              | 26 rue Geoffroy-l’Asnier (Lage)                           | PA00086280    | Classé         | 1977           |      |
| Hôtel Le Charron                                          |              | 13-15 quai de Bourbon (Lage)                              | PA00086298    | Inscrit        | 1988           |      |
| Hôtel de Châtillon                                        |              | 10 place des Vosges (Lage)                                | PA00086281    | Classé         | 1920           |      |
| Hôtel de Chaulnes                                         |              | 9 place des Vosges (Lage)                                 | PA00086282    | Inscrit Classé | 1954           |      |
| Hôtel de Chavigny                                         |              | 7-9 rue de Sévigné (Lage)                                 | PA00086283    | Inscrit        | 1988           |      |
| Hôtel de Chenizot                                         |              | 51, 53 rue Saint-Louis-en-l’Île (Lage)                    | PA00086284    | Classé         | 2002           |      |
| Hôtel de Clermont-Tonnerre                                |              | 18 place des Vosges (Lage)                                | PA00086285    | Classé         | 1954           |      |
| Hôtel de Comans d’Astry                                   |              | 18 quai de Béthune (Lage)                                 | PA00086332    | Inscrit        | 1926           |      |
| Hôtel Coulanges                                           |              | 1bis place des Vosges (Lage)                              | PA00086286    | Classé         | 1920           |      |
| Hôtel Dyel des Hameaux                                    |              | 13 place des Vosges (Lage)                                | PA00086287    | Classé         | 1920           |      |
| Hôtel de Fourcy                                           |              | 8 place des Vosges (Lage)                                 | PA00086289    | Classé         | 1954           |      |
| Hôtel Genou de Guiberville                                |              | 2 place des Vosges (Lage)                                 | PA00086290    | Classé         | 1955           |      |
| Hôtel de Jassaud                                          |              | 19 quai de Bourbon (Lage)                                 | PA00086291    | Inscrit Classé | 1988 1993      |      |
| Hôtel d’Albret                                            |              | 31 rue des Francs-Bourgeois (Lage)                        | PA00086292    | Classé         | 1889           |      |
| Hôtel du Jeu de Paume                                     |              | 54 rue Saint-Louis-en-l’Île (Lage)                        | PA00086467    | Inscrit        | 1987           |      |
| Hôtel Laffemas                                            |              | 22 place des Vosges (Lage)                                | PA00086293    | Classé         | 1920           |      |
| Hôtel Lafont                                              |              | 12 place des Vosges (Lage)                                | PA00086294    | Classé         | 1954           |      |
| Hôtel Lambert                                             |              | 2 rue Saint-Louis-en-l’Île (Lage)                         | PA00086295    | Classé         | 1862           |      |
| Hôtel de Launay                                           |              | 12 rue des Lions-Saint-Paul (Lage)                        | PA00135365    | Inscrit        | 1995           |      |
| Hôtel de Lauzun                                           |              | 17 quai d’Anjou (Lage)                                    | PA00086297    | Classé         | 1906           |      |
| Hôtel Lefebure de la Malmaison                            |              | 20 quai de Béthune (Lage)                                 | PA00086299    | Inscrit Classé | 1926 1949 1959 |      |
| Hôtel Mansart                                             |              | 28 rue des Tournelles (Lage)                              | PA00086302    | Classé         | 1943           |      |
| Hôtel Marchand                                            |              | 15 place des Vosges (Lage)                                | PA00086303    | Inscrit Classé | 1953 1955      |      |
| Hôtel de Mayenne                                          |              | 21 rue Saint-Antoine (Lage)                               | PA00086305    | Classé         | 1974           |      |
| Hôtel Meiland                                             |              | 19 quai d’Anjou (Lage)                                    | PA00086306    | Inscrit        | 1988           |      |
| Hôtel de Montbrun                                         |              | 19 place des Vosges (Lage)                                | PA00086304    | Classé         | 1954           |      |
| Hôtel de Montmorin                                        |              | 3 place des Vosges (Lage)                                 | PA00086307    | Inscrit Classé | 1953 1957      |      |
| Hôtel de la Motte-Montgaubert                             |              | 12 rue Chanoinesse (Lage)                                 | PA75040001    | Inscrit        | 1996           |      |
| Hôtel d’Ourscamp                                          |              | 44-46-48 rue François-Miron (Lage)                        | PA00086308    | Classé         | 1966           |      |
| Hôtel des Parlementaires de la Fronde                     |              | 3 rue des Lions-Saint-Paul (Lage)                         | PA00086309    | Inscrit        | 1961           |      |
| Hôtel particulier                                         |              | 17 quai de Bourbon (Lage)                                 | PA00086320    | Classé         | 1994           |      |
| Hôtel particulier                                         |              | 29 quai de Bourbon (Lage)                                 | PA00086321    | Inscrit        | 1988           |      |
| Hôtel particulier                                         |              | 7 rue Saint-Louis-en-l’Île (Lage)                         | PA00086323    | Inscrit Classé | 1988 1993      |      |
| Hôtel particulier                                         |              | 11 rue Saint-Louis-en-l’Île (Lage)                        | PA00086325    | Inscrit        | 1988           |      |
| Hôtel particulier                                         |              | 13 rue Saint-Louis-en-l’Île (Lage)                        | PA00086326    | Inscrit        | 1988           |      |
| Hôtel particulier                                         |              | 29 rue Saint-Louis-en-l’Île (Lage)                        | PA00086327    | Inscrit        | 1988           |      |
| Hôtel Pierrard                                            |              | 11 place des Vosges (Lage)                                | PA00086311    | Classé         | 1954           |      |
| Hôtel Pottier de Blancmesnil                              |              | 9 rue Saint-Merri (Lage)                                  | PA00086312    | Inscrit        | 1964           |      |
| Hôtel du Président Hénault                                |              | 82 rue François-Miron (Lage)                              | PA00086313    | Inscrit        | 1926           |      |
| Hôtel Raoul de la Faye                                    |              | 5 rue Sainte-Croix-de-la-Bretonnerie (Lage)               | PA00086324    | Inscrit        | 1966           |      |
| Hôtel Le Rebours                                          |              | 12 rue Saint-Merri (Lage)                                 | PA00086300    | Inscrit        | 1990           |      |
| Hôtel de Ribault                                          |              | 14 place des Vosges (Lage)                                | PA00086314    | Classé         | 1954           |      |
| Hôtel de la Salle                                         |              | 5 place des Vosges (Lage)                                 | PA00086315    | Inscrit Classé | 1926 1955      |      |
| Hôtel de Sully                                            |              | 7, 7 bis place des Vosges (Lage)                          | PA00086310    | Classé         | 1953           |      |
| Hôtel Le Tellier                                          |              | 35, 37 rue des Francs-Bourgeois (Lage)                    | PA00086301    | Inscrit        | 1961           |      |
| Hôtel Thuriot de la Rosière                               |              | 10 rue des Lions-Saint-Paul (Lage)                        | PA00086317    | Classé         | 1968           |      |
| Hôtel de Vibraye (Erdgeschoss, ehemalige Pferdemetzgerei) |              | 15 rue Vieille-du-Temple (Lage)                           | PA00086318    | Inscrit        | 1964           |      |
| Hôtel de ville                                            |              | Place de l’Hôtel-de-Ville (Lage)                          | PA00086319    | Inscrit        | 1975           |      |
| Gebäude                                                   |              | 119 rue Saint-Martin (Lage)                               | PA00086432    | Inscrit        | 1974           |      |
| Gebäude                                                   |              | 133 rue Saint-Martin (Lage)                               | PA00086438    | Inscrit        | 1974           |      |
| Gebäude                                                   |              | 36 quai de Béthune (Lage)                                 | PA75040002    | Inscrit        | 1999           |      |
| Gebäude                                                   |              | 6 quai d’Orléans (Lage)                                   | PA00086362    | Inscrit        | 1983           |      |
| Gebäude                                                   |              | 28-30-32 quai d’Orléans (Lage)                            | PA00086363    | Inscrit        | 1988           |      |
| Gebäude                                                   |              | 3 quai d’Anjou (Lage)                                     | PA00086328    | Inscrit        | 1988           |      |
| Gebäude                                                   |              | 13 quai d’Anjou (Lage)                                    | PA00086329    | Inscrit        | 1983           |      |
| Gebäude                                                   |              | 7 rue Beautreillis (Lage)                                 | PA00086331    | Inscrit        | 1963           |      |
| Gebäude                                                   |              | 24 quai de Béthune (Lage)                                 | PA00086333    | Inscrit        | 1927           |      |
| Gebäude                                                   |              | 28 rue des Blancs-Manteaux (Lage)                         | PA00086335    | Inscrit        | 1984           |      |
| Gebäude                                                   |              | 19bis quai de Bourbon (Lage)                              | PA00086337    | Inscrit        | 1988           |      |
| Gebäude                                                   |              | 53 quai de Bourbon (Lage)                                 | PA00086338    | Inscrit        | 1983           |      |
| Gebäude                                                   |              | 42 Quai des Célestins (Lage)                              | PA00086340    | Inscrit        | 1957           |      |
| Gebäude                                                   |              | 23 rue des Écouffes (Lage)                                | PA00086342    | Inscrit        | 1964           |      |
| Gebäude                                                   |              | 42 rue François-Miron (Lage)                              | PA00086344    | Inscrit        | 1964           |      |
| Gebäude                                                   |              | 10 rue des Hospitalières-Saint-Gervais (Lage)             | PA00086346    | Inscrit        | 1970           |      |
| Gebäude                                                   |              | 80 rue de l’Hôtel-de-Ville (Lage)                         | PA00086348    | Inscrit        | 1956           |      |
| Gebäude                                                   |              | 6 rue des Lombards (Lage)                                 | PA00086352    | Inscrit        | 1974           |      |
| Gebäude                                                   |              | 8 rue des Lombards (Lage)                                 | PA00086353    | Inscrit        | 1974           |      |
| Gebäude                                                   |              | 10 rue des Lombards (Lage)                                | PA00086354    | Inscrit        | 1974           |      |
| Gebäude                                                   |              | 12 rue des Lombards (Lage)                                | PA00086355    | Inscrit        | 1974           |      |
| Gebäude                                                   |              | 14 rue des Lombards (Lage)                                | PA00086356    | Inscrit        | 1928           |      |
| Gebäude                                                   |              | 15 rue des Lombards (Lage)                                | PA00086357    | Inscrit        | 1974           |      |
| Gebäude                                                   |              | 16 rue des Lombards (Lage)                                | PA00086358    | Inscrit        | 1984           |      |
| Gebäude                                                   |              | 17 rue des Lombards (Lage)                                | PA00086359    | Inscrit        | 1974           |      |
| Gebäude                                                   |              | 22 rue des Lombards (Lage)                                | PA00086360    | Inscrit        | 1974           |      |
| Gebäude                                                   |              | 24 rue des Lombards (Lage)                                | PA00086361    | Inscrit        | 1974           |      |
| Gebäude                                                   |              | 2bis place des Vosges (Lage)                              | PA00086464    | Classé         | 1956           |      |
| Gebäude                                                   |              | 6 rue Quincampoix (Lage)                                  | PA00086364    | Inscrit        | 1974           |      |
| Gebäude                                                   |              | 7 rue Quincampoix (Lage)                                  | PA00086365    | Inscrit        | 1974           |      |
| Gebäude                                                   |              | 8 rue Quincampoix (Lage)                                  | PA00086366    | Inscrit        | 1974           |      |
| Gebäude                                                   |              | 9 rue Quincampoix (Lage)                                  | PA00086367    | Inscrit        | 1974           |      |
| Gebäude                                                   |              | 10 rue Quincampoix (Lage)                                 | PA00086368    | Inscrit        | 1974           |      |
| Gebäude                                                   |              | 11 rue Quincampoix (Lage)                                 | PA00086369    | Inscrit        | 1974           |      |
| Gebäude                                                   |              | 12 rue Quincampoix (Lage)                                 | PA00086370    | Inscrit        | 1974           |      |
| Gebäude                                                   |              | 13 rue Quincampoix (Lage)                                 | PA00086371    | Inscrit        | 1974           |      |
| Gebäude                                                   |              | 14 rue Quincampoix (Lage)                                 | PA00086372    | Inscrit        | 1974           |      |
| Gebäude                                                   |              | 15 rue Quincampoix (Lage)                                 | PA00086373    | Inscrit        | 1974           |      |
| Gebäude                                                   |              | 16 rue Quincampoix (Lage)                                 | PA00086374    | Inscrit        | 1974           |      |
| Gebäude                                                   |              | 18 rue Quincampoix (Lage)                                 | PA00086375    | Inscrit        | 1974           |      |
| Gebäude                                                   |              | 20 rue Quincampoix (Lage)                                 | PA00086376    | Inscrit        | 1974           |      |
| Gebäude                                                   |              | 25 rue Quincampoix (Lage)                                 | PA00086377    | Inscrit        | 1974           |      |
| Gebäude                                                   |              | 27 rue Quincampoix (Lage)                                 | PA00086378    | Inscrit        | 1974           |      |
| Gebäude                                                   |              | 36 rue Quincampoix (Lage)                                 | PA00086379    | Inscrit        | 1974           |      |
| Gebäude                                                   |              | 38 rue Quincampoix (Lage)                                 | PA00086380    | Inscrit        | 1968           |      |
| Gebäude                                                   |              | 41 rue Quincampoix (Lage)                                 | PA00086381    | Inscrit        | 1974           |      |
| Gebäude                                                   |              | 42 rue Quincampoix (Lage)                                 | PA00086382    | Inscrit        | 1974           |      |
| Gebäude                                                   |              | 43 rue Quincampoix (Lage)                                 | PA00086383    | Inscrit        | 1974           |      |
| Gebäude                                                   |              | 44 rue Quincampoix (Lage)                                 | PA00086384    | Inscrit        | 1974           |      |
| Gebäude                                                   |              | 45 rue Quincampoix (Lage)                                 | PA00086385    | Inscrit        | 1974           |      |
| Gebäude                                                   |              | 55 rue Quincampoix (Lage)                                 | PA00086386    | Inscrit        | 1974           |      |
| Gebäude                                                   |              | 57 rue Quincampoix (Lage)                                 | PA00086387    | Inscrit        | 1974           |      |
| Gebäude                                                   |              | 58 rue Quincampoix (Lage)                                 | PA00086388    | Inscrit        | 1974           |      |
| Gebäude                                                   |              | 59 rue Quincampoix (Lage)                                 | PA00086389    | Inscrit        | 1974           |      |
| Gebäude                                                   |              | 60 rue Quincampoix (Lage)                                 | PA00086390    | Inscrit        | 1974           |      |
| Gebäude                                                   |              | 61 rue Quincampoix (Lage)                                 | PA00086391    | Inscrit        | 1974           |      |
| Gebäude                                                   |              | 62 rue Quincampoix (Lage)                                 | PA00086392    | Inscrit        | 1974           |      |
| Gebäude                                                   |              | 64 rue Quincampoix (Lage)                                 | PA00086393    | Inscrit        | 1974           |      |
| Gebäude                                                   |              | 4 rue Le Regrattier (Lage)                                | PA00086350    | Inscrit        | 1988           |      |
| Gebäude                                                   |              | 14 rue Le Regrattier (Lage)                               | PA00086351    | Inscrit        | 1988           |      |
| Gebäude                                                   |              | 9 rue du Renard (Lage)                                    | PA00086395    | Inscrit        | 1974           |      |
| Gebäude                                                   |              | 23 rue des Rosiers (Lage)                                 | PA00086396    | Inscrit        | 1964           |      |
| Gebäude                                                   |              | 8 rue Saint-Bon (Lage)                                    | PA00086398    | Inscrit        | 1986           |      |
| Gebäude                                                   |              | 10 rue Saint-Louis-en-l’Île (Lage)                        | PA00086400    | Inscrit        | 1988           |      |
| Gebäude                                                   |              | 35 rue Saint-Louis-en-l’Île (Lage)                        | PA00086401    | Inscrit        | 1988           |      |
| Gebäude                                                   |              | 57 rue Saint-Martin (Lage)                                | PA00086402    | Inscrit        | 1974           |      |
| Gebäude                                                   |              | 59 rue Saint-Martin (Lage)                                | PA00086403    | Inscrit        | 1974           |      |
| Gebäude                                                   |              | 61 rue Saint-Martin (Lage)                                | PA00086404    | Inscrit        | 1974           |      |
| Gebäude                                                   |              | 63 rue Saint-Martin (Lage)                                | PA00086405    | Inscrit        | 1974           |      |
| Gebäude                                                   |              | 65 rue Saint-Martin (Lage)                                | PA00086406    | Inscrit        | 1974           |      |
| Gebäude                                                   |              | 67 rue Saint-Martin (Lage)                                | PA00086407    | Inscrit        | 1974           |      |
| Gebäude                                                   |              | 69 rue Saint-Martin (Lage)                                | PA00086408    | Inscrit        | 1974           |      |
| Gebäude                                                   |              | 71 rue Saint-Martin (Lage)                                | PA00086409    | Inscrit        | 1974           |      |
| Gebäude                                                   |              | 73 rue Saint-Martin (Lage)                                | PA00086410    | Inscrit        | 1974           |      |
| Gebäude                                                   |              | 75 rue Saint-Martin (Lage)                                | PA00086411    | Inscrit        | 1974           |      |
| Gebäude                                                   |              | 76 rue Saint-Martin (Lage)                                | PA00086412    | Inscrit        | 1974           |      |
| Gebäude                                                   |              | 77 rue Saint-Martin (Lage)                                | PA00086413    | Inscrit        | 1974           |      |
| Gebäude                                                   |              | 79 rue Saint-Martin (Lage)                                | PA00086414    | Inscrit        | 1974           |      |
| Gebäude                                                   |              | 81 rue Saint-Martin (Lage)                                | PA00086415    | Inscrit        | 1974           |      |
| Gebäude                                                   |              | 83 rue Saint-Martin (Lage)                                | PA00086416    | Inscrit        | 1974           |      |
| Gebäude                                                   |              | 84 rue Saint-Martin (Lage)                                | PA00086417    | Inscrit        | 1974           |      |
| Gebäude                                                   |              | 86 rue Saint-Martin (Lage)                                | PA00086418    | Inscrit        | 1974           |      |
| Gebäude                                                   |              | 87 rue Saint-Martin (Lage)                                | PA00086419    | Inscrit        | 1974           |      |
| Gebäude                                                   |              | 88 rue Saint-Martin (Lage)                                | PA00086420    | Inscrit        | 1974           |      |
| Gebäude                                                   |              | 89 rue Saint-Martin (Lage)                                | PA00086421    | Inscrit        | 1974           |      |
| Gebäude                                                   |              | 90 rue Saint-Martin (Lage)                                | PA00086422    | Inscrit        | 1974           |      |
| Gebäude                                                   |              | 92 rue Saint-Martin (Lage)                                | PA00086423    | Inscrit        | 1974           |      |
| Gebäude                                                   |              | 94 rue Saint-Martin (Lage)                                | PA00086424    | Inscrit        | 1974           |      |
| Gebäude                                                   |              | 96 rue Saint-Martin (Lage)                                | PA00086425    | Inscrit        | 1974           |      |
| Gebäude                                                   |              | 98 rue Saint-Martin (Lage)                                | PA00086426    | Inscrit        | 1974           |      |
| Gebäude                                                   |              | 100 rue Saint-Martin (Lage)                               | PA00086427    | Inscrit        | 1974           |      |
| Gebäude                                                   |              | 111 rue Saint-Martin (Lage)                               | PA00086428    | Inscrit        | 1974           |      |
| Gebäude                                                   |              | 113 rue Saint-Martin (Lage)                               | PA00086429    | Inscrit        | 1974           |      |
| Gebäude                                                   |              | 115 rue Saint-Martin (Lage)                               | PA00086430    | Inscrit        | 1974           |      |
| Gebäude                                                   |              | 117 rue Saint-Martin (Lage)                               | PA00086431    | Inscrit        | 1974           |      |
| Gebäude                                                   |              | 121 rue Saint-Martin (Lage)                               | PA00086433    | Inscrit        | 1974           |      |
| Gebäude                                                   |              | 123 rue Saint-Martin (Lage)                               | PA00086434    | Inscrit        | 1974           |      |
| Gebäude                                                   |              | 125 rue Saint-Martin (Lage)                               | PA00086435    | Inscrit        | 1974           |      |
| Gebäude                                                   |              | 127 rue Saint-Martin (Lage)                               | PA00086436    | Inscrit        | 1974           |      |
| Gebäude                                                   |              | 131 rue Saint-Martin (Lage)                               | PA00086437    | Inscrit        | 1974           |      |
| Gebäude                                                   |              | 141 rue Saint-Martin (Lage)                               | PA00086439    | Inscrit        | 1974           |      |
| Gebäude                                                   |              | 143 rue Saint-Martin (Lage)                               | PA00086394    | Inscrit        | 1974           |      |
| Gebäude                                                   |              | 41 rue Saint-Merri (Lage)                                 | PA00086441    | Inscrit        | 1974           |      |
| Gebäude                                                   |              | 43 rue Saint-Merri (Lage)                                 | PA00086442    | Inscrit        | 1974           |      |
| Gebäude                                                   |              | 45 rue Saint-Merri (Lage)                                 | PA00086443    | Inscrit        | 1974           |      |
| Gebäude                                                   |              | 47 rue Saint-Merri (Lage)                                 | PA00086444    | Inscrit        | 1974           |      |
| Gebäude                                                   |              | 62 rue de la Verrerie (Lage)                              | PA00086449    | Inscrit        | 1974           |      |
| Gebäude                                                   |              | 63 rue de la Verrerie (Lage)                              | PA00135366    | Inscrit        | 1995           |      |
| Gebäude                                                   |              | 70 rue de la Verrerie (Lage)                              | PA00086450    | Inscrit        | 1974           |      |
| Gebäude                                                   |              | 72 rue de la Verrerie (Lage)                              | PA00086451    | Inscrit        | 1974           |      |
| Gebäude                                                   |              | 74 rue de la Verrerie (Lage)                              | PA00086452    | Inscrit        | 1974           |      |
| Gebäude                                                   |              | 76 rue de la Verrerie (Lage)                              | PA00086453    | Inscrit        | 1974           |      |
| Gebäude                                                   |              | 77 rue de la Verrerie (Lage)                              | PA00086454    | Inscrit        | 1974           |      |
| Gebäude                                                   |              | 79 rue de la Verrerie (Lage)                              | PA00086455    | Inscrit        | 1974           |      |
| Gebäude                                                   |              | 85 rue de la Verrerie (Lage)                              | PA00086456    | Inscrit        | 1974           |      |
| Gebäude                                                   |              | 87 rue de la Verrerie (Lage)                              | PA00086457    | Inscrit        | 1974           |      |
| Gebäude                                                   |              | 89 rue de la Verrerie (Lage)                              | PA00086458    | Inscrit        | 1974           |      |
| Gebäude                                                   |              | 91 rue de la Verrerie (Lage)                              | PA00086459    | Inscrit        | 1974           |      |
| Gebäude                                                   |              | 93 rue de la Verrerie (Lage)                              | PA00086460    | Inscrit        | 1974           |      |
| Gebäude                                                   |              | 4 place des Vosges (Lage)                                 | PA00086465    | Classé Inscrit | 1955           |      |
| Gebäude                                                   |              | 24 rue Saint-Louis-en-l’Île (Lage)                        | PA75040003    | Inscrit        | 1999           |      |
| Gebäude                                                   |              | 28 rue du Bourg-Tibourg (Lage)                            | PA00086339    | Inscrit        | 1982           |      |
| Gebäude                                                   |              | 2 à 14 rue François-Miron (Lage)                          | PA75040005    | Inscrit        | 2003           |      |
| Gebäude                                                   |              | 30 rue François-Miron (Lage)                              | PA00086343    | Classé         | 1978           |      |
| Lycée Charlemagne                                         |              | 101 rue Saint-Antoine (Lage)                              | PA00086468    | Classé Inscrit | 1988           |      |
| Haus                                                      |              | 2 rue Charles-V (Lage)                                    | PA00086341    | Inscrit        | 1926           |      |
| Haus                                                      |              | 8 Rue Saint-Paul (Lage)                                   | PA00086445    | Inscrit        | 1928           |      |
| Haus                                                      |              | 9 rue Aubriot (Lage)                                      | PA00086330    | Inscrit        | 1925           |      |
| Haus                                                      |              | 1 quai de Bourbon (Lage)                                  | PA00086336    | Inscrit        | 1926           |      |
| Haus                                                      |              | 22 rue Geoffroy-l’Asnier (Lage)                           | PA00086345    | Inscrit        | 1928           |      |
| Haus                                                      |              | 56 rue de l’Hôtel-de-Ville (Lage)                         | PA00086347    | Inscrit        | 1925           |      |
| Haus                                                      |              | 3 rue des Juges-Consuls (Lage)                            | PA00086349    | Inscrit        | 1974           |      |
| Haus                                                      |              | 133 rue Saint-Antoine (Lage)                              | PA00086397    | Inscrit        | 1926           |      |
| Haus                                                      |              | 3 rue Saint-Louis-en-l’Île (Lage)                         | PA00086399    | Inscrit        | 1926           |      |
| Haus                                                      |              | 2 rue Saint-Merri (Lage)                                  | PA00086447    | Inscrit        | 1925           |      |
| Haus                                                      |              | 11 rue Saint-Merri (Lage)                                 | PA00086440    | Inscrit        | 1928           |      |
| Haus                                                      |              | 13 rue de Sévigné (Lage)                                  | PA00086445    | Inscrit        | 1928           |      |
| Haus                                                      |              | 24 rue Vieille-du-Temple (Lage)                           | PA00086461    | Inscrit        | 1928           |      |
| Haus                                                      |              | 36 rue Vieille-du-Temple (Lage)                           | PA00086462    | Inscrit        | 1925           |      |
| Haus                                                      |              | 44 rue Vieille-du-Temple (Lage)                           | PA00086463    | Inscrit        | 1925           |      |
| Maison de Jacques Cœur                                    |              | 38 à 42 rue des Archives (Lage)                           | PA00086469    | Classé         | 1977           |      |
| Mémorial du martyr juif inconnu                           |              | 17 rue Geoffroy-l’Asnier (Lage)                           | PA00086470    | Classé         | 1992           |      |
| Mémorial des Martyrs de la Déportation                    |              | 1-3-7 quai de l’Archevêché (Lage)                         | PA00125453    | Classé         | 2007           |      |
| Métro                                                     |              | Station Cité (Lage)                                       | PA00086471    | Inscrit        | 1978           |      |
| Pavillon du Roi                                           |              | 1 place des Vosges (Lage)                                 | PA00086473    | Classé         | 1956           |      |
| Petit Hôtel de Fourcy                                     |              | 6 rue de Fourcy (Lage)                                    | PA00086288    | Inscrit        | 1928           |      |
| Pont Marie                                                |              | (Lage)                                                    | PA00086474    | Classé         | 1887           |      |
| Prison de la Force                                        |              | 22 rue Pavée (Lage)                                       | PA00086475    | Inscrit        | 1935           |      |
| Sous-station Bastille                                     |              | 31 boulevard Bourdon (Lage)                               | PA00086481    | Inscrit        | 1992           |      |
| Square Louis-XIII                                         |              | Place des Vosges (Lage)                                   | PA00086476    | Classé         | 1954           |      |
| Synagoge der Rue Pavée                                    |              | 10 rue Pavée (Lage)                                       | PA00086477    | Inscrit        | 1989           |      |
| Synagoge der Rue des Tournelles                           |              | 21 rue des Tournelles (Lage)                              | PA00086478    | Classé         | 1987           |      |
| Temple des Billettes                                      |              | 22 à 26 rue des Archives (Lage)                           | PA00086252    | Classé         | 1862           |      |
| Temple du Marais                                          |              | 17 rue Saint-Antoine (Lage)                               | PA00086261    | Classé         | 1887           |      |
| Théâtre de la Ville                                       |              | 15 avenue Victoria (Lage)                                 | PA00086480    | Inscrit        | 1990           |      |
| Turm Saint-Jacques                                        |              | (Lage)                                                    | PA00086479    | Classé         | 1862           |      |

## Liste der Objekte
- Monuments historiques (Objekte) in Paris in der Base Palissy des französischen Kultusministeriums